# Guillaume Vizade
Guillaume Vizade, né le 4 décembre 1982 à Yronde-et-Buron, est un entraîneur français de basket-ball.

## Biographie
Joueur amateur jusqu'en Nationale 3 au Stade Clermontois et à Vichy, Guillaume Vizade passe ses diplômes d'entraîneur, commençant sa carrière en tant qu'entraîneur adjoint de Challes-les-Eaux en Nationale féminine 2.
Il retrouve ensuite le Stade clermontois Basket Auvergne dans le rôle de directeur du centre de formation. Il est nommé entraîneur de l'équipe première après la première journée de championnat de Nationale 1 2011-2012 en remplacement de Régis Racine.
Il reprend des études, puis commence à enseigner à l'université et entraîne Clermont Basket en Nationale 3. Le club monte en Nationale 2.
Guillaume Vizade rejoint la Jeanne d'Arc Vichy-Clermont Métropole en 2016 en tant que directeur du centre de formation. Il est nommé entraîneur de l'équipe première au cours de la saison 2016-2017, alors lanterne rouge de Pro B, en remplacement de Stéphane Dao.
Il est élu meilleur entraîneur de Pro B lors de la saison 2018-2019.
Guillaume Vizade intègre l'encadrement de l'équipe de France des moins de 20 ans à l'été 2020, en tant qu'adjoint de Jean-Aimé Toupane.
Il succède à Frédéric Crapez à la tête de l'équipe de France des moins de 20 ans en 2023.
En 2024, Vizade remporte le deuxième titre de l'histoire de Vichy, en gagnant la Leaders Cup Pro B.
Il est choisi comme entraîneur assistant de l'équipe des Français lors du All-Star Game LNB 2023.
Le 2 avril 2024, Guillaume Vizade s'engage avec Le Mans, en première division, pour une durée de deux ans, à compter de la saison 2024-2025.
Après deux titres consécutifs de champion d'Europe des moins de 20 ans en 2023 et 2024, Guillaume Vizade ne donne pas suite à l'offre de prolongation de la Fédération française de basket-ball à la tête de l'équipe de France des moins de 20 ans.
En février 2025, Guillaume Vizade prolonge son contrat avec Le Mans jusqu'à la fin de la saison 2027-2028.

## Palmarès
- Vainqueur de la Leaders Cup 2025
- Vainqueur de la Leaders Cup Pro B 2024
- Meilleur entraîneur de Pro B 2019
- Champion d'Europe des moins de 20 ans 2023 et 2024